# メッサー・ブガッティ
メッサー・ブガッティ (Messier-Bugatti) は、イタリアの企業。
サフラングループの子会社で、主に航空機のホイール、ブレーキシステムを開発製造している。ボーイング 777-300ERのホイール及びブレーキは同社が製造している。モータースポーツへは "Carbon Industrie" ブランドを展開し、炭素繊維ブレーキディスクをマクラーレン・メルセデスに供給している。
往年の自動車メーカーであるブガッティの流れを汲んでいる。